# Governo de Emergência da República da Indonésia
O Governo de Emergência da República da Indonésia (em indonésio: Pemerintahan Darurat Republik Indonesia, PDRI) foi estabelecido pelos republicanos indonésios depois que a Holanda ocupou a então capital Yogyakarta, em Java Central, local da capital republicana temporária durante a Revolução Nacional Indonésia . Foi estabelecido na cidade de Bukittinggi e liderado por Sjafruddin Prawiranegara.
O Conselho Estratégico da República da Indonésia havia preparado um plano de emergência para criar um "governo no exílio" em Sumatra ou no exterior. Sjafruddin, o Ministro do Bem-Estar, foi a Bukittinggi para preparar este plano de emergência. Antes de ser capturado pelos holandeses, o presidente Sukarno enviou uma mensagem por telégrafo a Sjafruddin em Bukittinggi, dando-lhe um mandato para criar um "governo da República da Indonésia no exílio", mas isso só foi recebido em 1949. Um telegrama semelhante foi enviado a AA Maramis, Ministro das Finanças da Indonésia, em Nova Déli, Índia. Com base no plano de emergência, após a invasão holandesa, em 22 de dezembro de 1948, Sjafruddin estabeleceu um "governo no exílio" chamado "Governo de Emergência da República da Indonésia" (PDRI) em Bukittinggi, Sumatra. Sjafruddin serviu como presidente do gabinete de emergência. Os líderes do PDRI se deslocaram por Sumatra Ocidental em um esforço para escapar da prisão dos holandeses que queriam abolir o PDRI. No início de 1949, o governo do PDRI contatou os líderes das forças indonésias em Java e os seis ministros do governo da República da Indonésia em Java que haviam escapado da prisão.

De acordo com o Acordo Roem-Van Roijen, assinado em 13 de julho de 1949, as tropas holandesas seriam retiradas e os líderes republicanos detidos seriam libertados. Como resultado, o PRDI (Governo de Emergência da República da Indonésia) tornou-se desnecessário, levando Sjafruddin Prawiranegara a dissolver a administração emergencial e devolver o mandato presidencial a Sukarno.

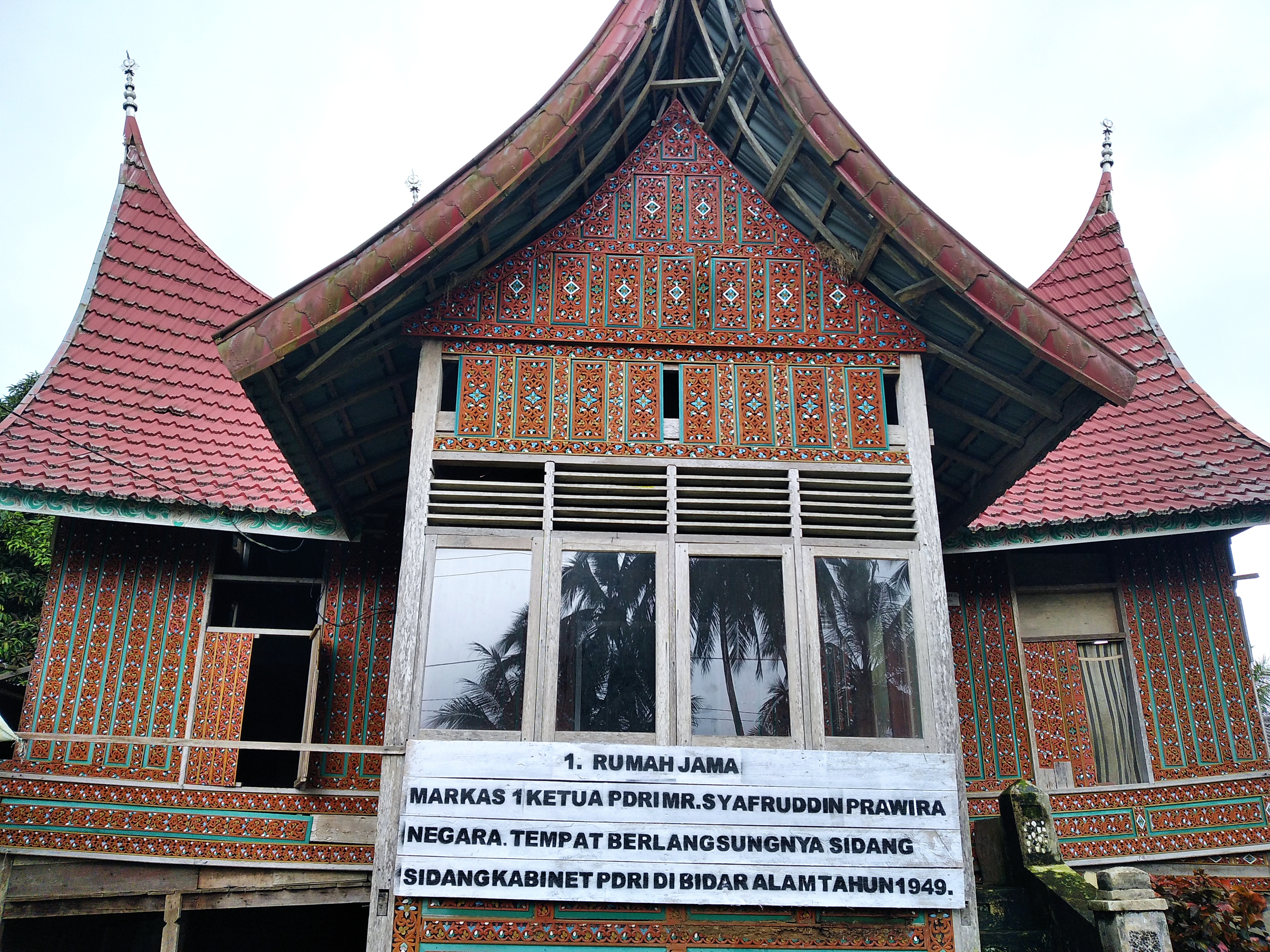
Rumah Jama, sede do PDRI em Bidar Alam
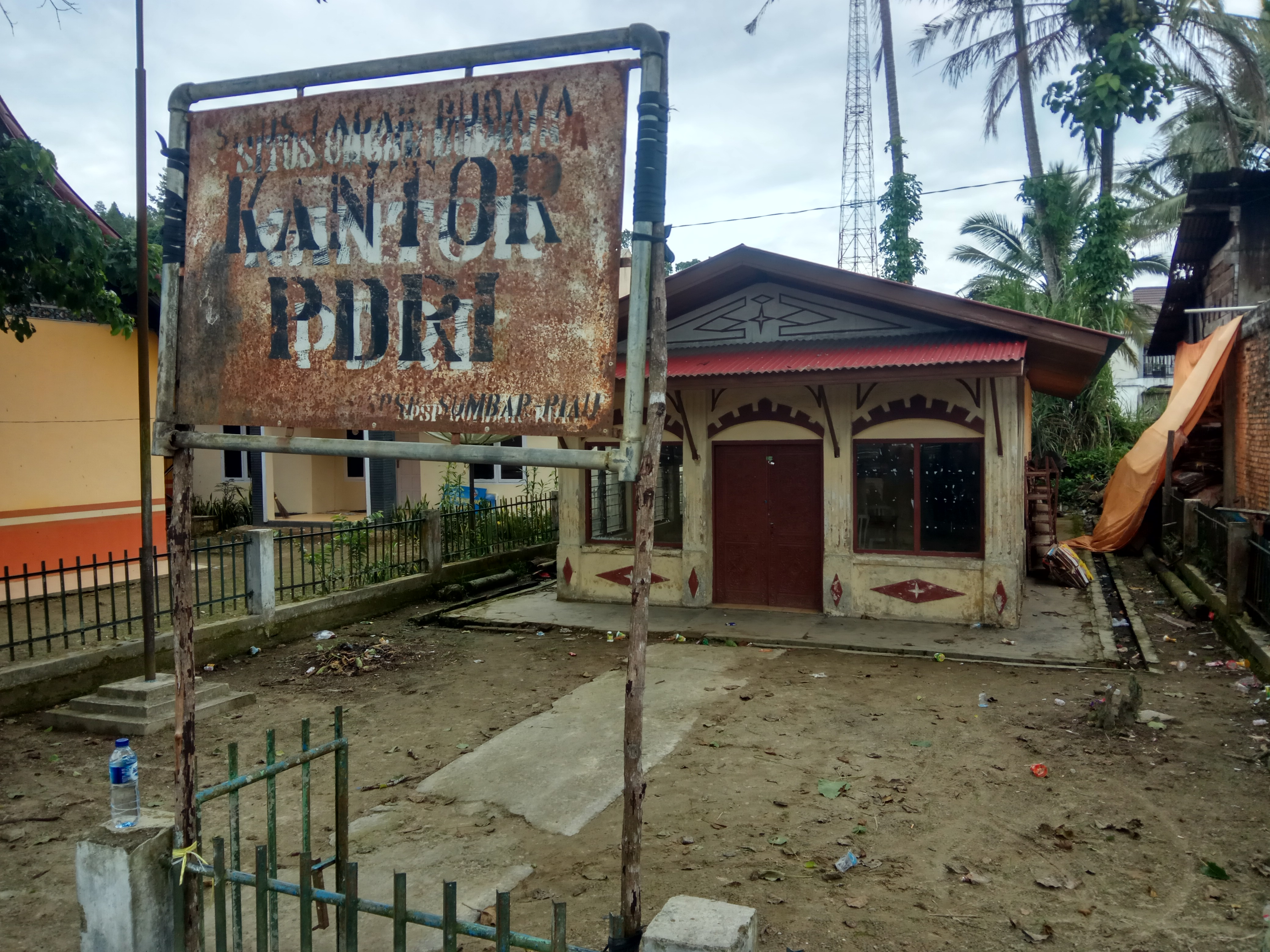
A sede do PDRI em Koto Tinggi, Lima Puluh Kota Regency